# Ruderhofspitze
Die Ruderhofspitze ist mit 3474 m ü. A. der vierthöchste Berg der Stubaier Alpen. Sie gehört zur Gruppe der Alpeiner Berge und liegt im österreichischen Bundesland Tirol. Durch ihre geografische Dominanz mit guter Panoramasicht gehört sie zu den meistbegangenen Bergen des Stubai. Der Berg sendet nach Osten einen fast zwei Kilometer langen Grat, genannt die Grawawand, aus. Weniger ausgeprägte Grate der Ruderhofspitze führen nach Süden und Nordwesten. Zuerst bestiegen wurde die Spitze am 30. August 1864 von Karl Baedeker junior, Anton von Ruthner und den Bergführern Pankraz Gleinser und Alois Tanzer.

## Lage und Umgebung
Die Ruderhofspitze liegt gut sechs Kilometer Luftlinie westlich von Ranalt im Stubaital und etwa zehn Kilometer östlich von Gries, einem Ort in der Gemeinde Längenfeld im Sulztal. Der Berg ist rundum von Gletschern umgeben. Im Südosten liegt unterhalb der Grawawand der Grawawandferner, im Süden der Ruderhofferner, im Westen der ausgedehnte Alpeiner Ferner und in Norden schließlich reicht der Hochmoosferner bis kurz unter das Gipfelkreuz der Ruderhofspitze. Benachbarte Berge sind im Norden, getrennt durch die auf 3231 Metern Höhe gelegene Hochmoosscharte, die Westliche Seespitze mit 3355 Metern und im Verlauf der Grawawand, getrennt durch den Wegübergang Grawagrubennieder (2880 m), die Nockwand mit 3091 m Höhe. Nach Süden, hinunter zur Mutterbergalm im Stubaital, liegen keine Gipfel. Im Westen, getrennt durch den Alpeiner Ferner, dominiert als mächtigster Berg der Gruppe der 3496 Meter hohe Schrankogel.

## Stützpunkte und Wege
Der Weg der Erstbesteiger von 1864 führte von der Oberiss-Alm im Oberbergtal zum Alpeiner Ferner. Da der Schrankogel zu schwer erschien, wählte man die Ruderhofspitze als Ziel der Tour. Nach über acht Stunden erreichten sie den Gipfel. Der heutige Normalweg, der leichteste Anstieg, führt in einem großen Bogen über den Alpeiner Ferner als Hochtour auf die Ruderhofspitze und sollte nur mit entsprechender Ausrüstung und Kenntnis begangen werden. Als Stützpunkt für diese Route dient die nordöstlich gelegene Franz-Senn-Hütte auf 2147 Metern Höhe. Von der Hütte aus führt die Tour in südwestliche Richtung entlang des Alpeiner Bachs zum Alpeiner Ferner und über den spaltenreichen Gletscher erst nach Süden, dann nach Osten in die Gletscherbucht unterhalb der Ruderhofspitze. Von hier gibt es zwei Möglichkeiten, das Firnfeld auf der Südseite unterhalb des Gipfels zu erreichen: Entweder durch die steile WSW-Flanke an Fixseilen entlang (evtl. Bergschrund, Steinschlaggefahr) oder etwas weiter, aber leichter über den langen SSW Grat von der oberen Hölltalscharte. Über das Firnfeld auf der Südseite führt die Route zum felsigen Gipfelaufbau und zuletzt in leichter Kletterei zum höchsten Punkt. Etwa eine Stunde kürzer, aber nicht leichter ist der Anstieg von der Neuen Regensburger Hütte über die Grawagrubennieder und den Grawawandferner. Weitere Routen auf die Ruderhofspitze führen von der Mutterbergalm und von der Dresdner Hütte (als sechsstündige Eistour) aus zur Ruderhofspitze.

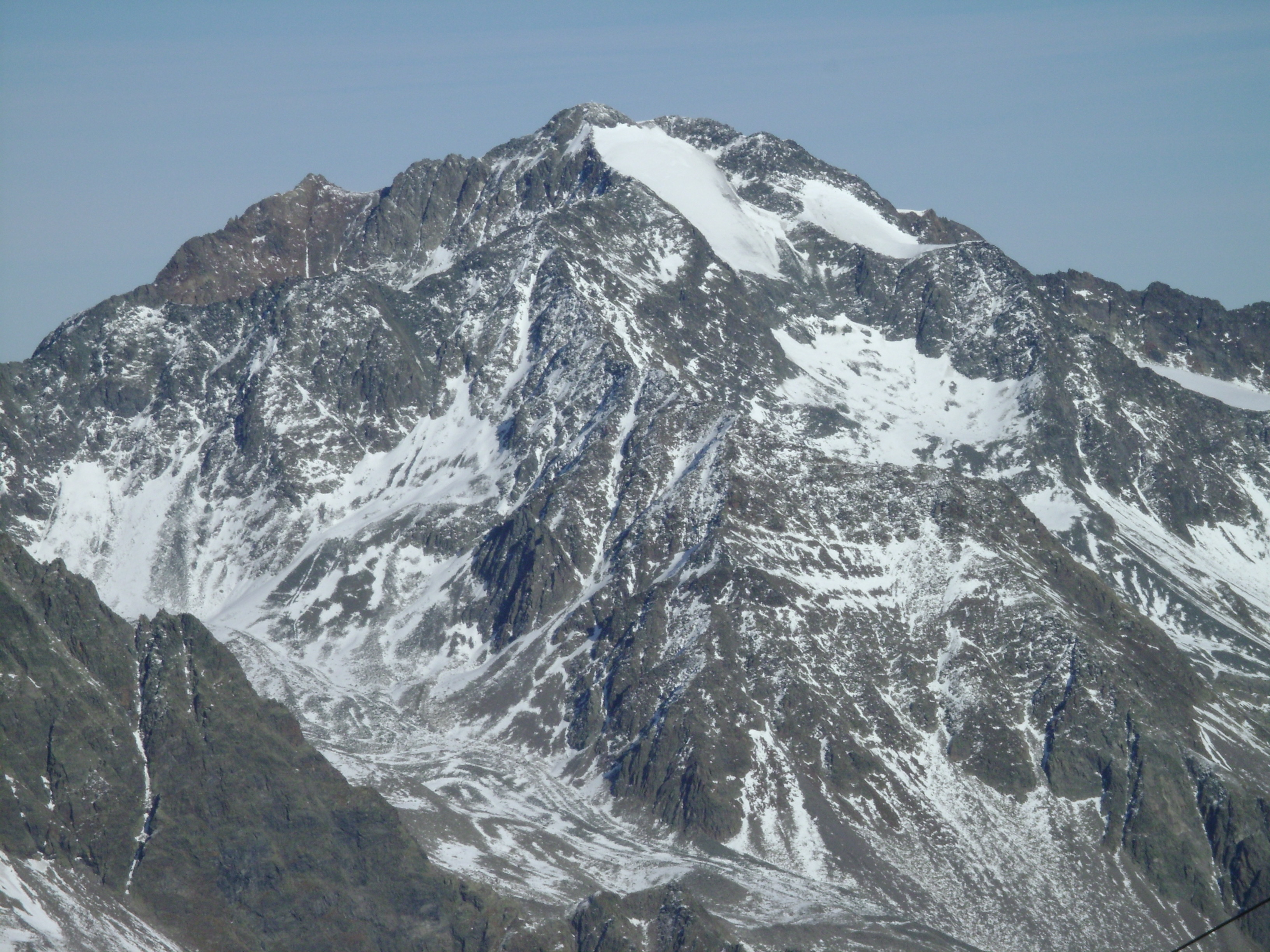
Von Südwesten (Stubaier Gletscher)
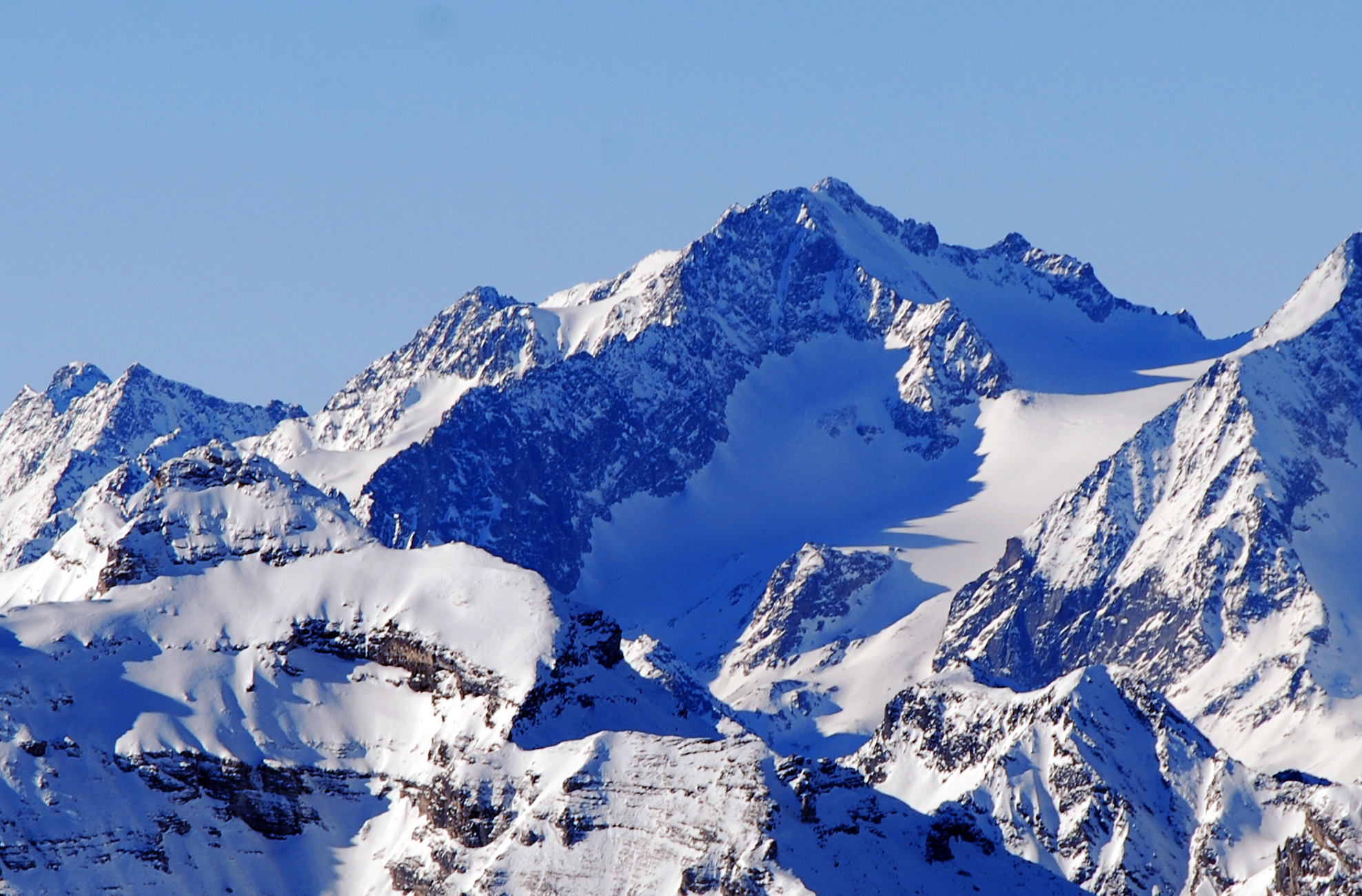
Von Osten
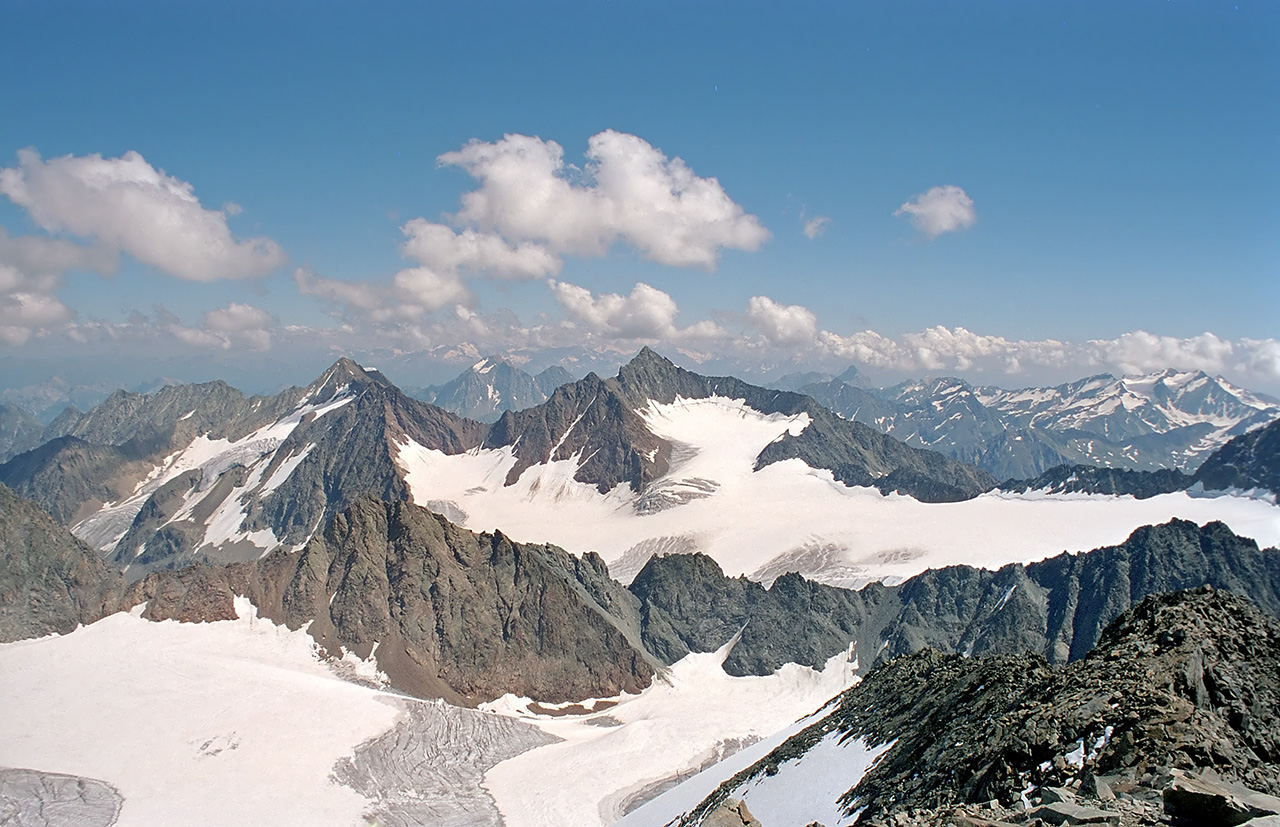
Ruderhofspitze von Westen (Schrankogel)